# Breakfast on Pluto
Breakfast on Pluto è un film del 2005 diretto da Neil Jordan, basata sul romanzo Colazione su Plutone pubblicato da Patrick McCabe nel 1998.
La pellicola vede protagonista Cillian Murphy nei panni di una donna transgender alla ricerca dell'amore e della madre scomparsa da tempo in una piccola città irlandese e a Londra negli anni '70.

## Trama
Abbandonato appena dopo la nascita davanti alla porta di un parroco di campagna, un bambino viene affidato alle cure della perpetua di quest'ultimo. Cresciuto nell'Irlanda degli anni sessanta, Patrick Braden comprende di essere transgender. Il gruppo di amici da lui frequentato è composto da un ragazzo affetto da sindrome di Down, una ragazza africana e un militante dell'IRA.
Dopo aver scoperto di essere il figlio del parroco che lo trovò davanti a casa, Patrick Braden, con il nuovo nome di Kitten, parte per Londra alla ricerca della madre. Comincia così un viaggio attraverso episodi fondamentali della Guerra civile irlandese, e lavori improbabili quali la groupie di un gruppo rock-folk (il cui leader è Gavin Friday) e l'assistente di un illusionista. La ricerca della madre attraverso strade pericolose sarà anche un viaggio alla ricerca di se stessa e dei suoi reali affetti.

## Accoglienza

### Critica
Sull'aggregatore di recensioni Rotten Tomatoes il film ha un punteggio del 57%, con un voto medio di 6,1 su 10 basato su 122 critiche, mentre su Metacritic ha un punteggio di 59 su 100 basato su 36 recensioni.

## Riconoscimenti
- 2006 - Golden Globe
  - Candidatura al miglior attore in un film commedia o musicale a Cillian Murphy
- 2006 - Satellite Award
  - Candidatura al miglior attore in film commedia o musicale a Cillian Murphy